# Élections cantonales de 2004 en Charente
Les élections cantonales ont eu lieu les 21 et 28 mars 2004.
Lors de ces élections, 18 des 35 cantons de la Charente ont été renouvelés. Elles ont vu l'élection de la majorité socialiste dirigée par Michel Boutant, succédant à Jean-Michel Bolvin, président UMP du conseil général depuis 2003.

## Contexte départemental

### Assemblée départementale sortante
| Parti                             | Sigle | Sigle | Élus |
| --------------------------------- | ----- | ----- | ---- |
| Majorité (19 sièges)              |       |       |      |
| Union pour un mouvement populaire |       | UMP   | 14   |
| Divers droite                     |       | DVD   | 4    |
| Démocratie libérale               |       | DL    | 1    |
| Opposition (16 sièges)            |       |       |      |
| Parti socialiste                  |       | PS    | 10   |
| Divers gauche                     |       | DVG   | 4    |
| Parti communiste français         |       | PCF   | 1    |
| Europe Écologie Les Verts         |       | EELV  | 1    |
| Président du conseil général      |       |       |      |
| Jean-Michel Bolvin (UMP)          |       |       |      |

## Résultats à l’échelle du département
Répartition départementale des résultats (2e tour).
- PCF (6,16 %)
- PS (43,25 %)
- PRG (3,52 %)
- DVG (4,17 %)
- UMP (40,04 %)
- UDF (2,86 %)

| Étiquette      | Étiquette                          | Premier tour | Premier tour | Second tour | Second tour | Sièges |
| Étiquette      | Étiquette                          | Voix         | %            | Voix        | %           | Sièges |
| -------------- | ---------------------------------- | ------------ | ------------ | ----------- | ----------- | ------ |
|                | Parti socialiste                   | 22 725       | 30,35        | 29 818      | 43,25       | 11     |
|                | Parti communiste français          | 6 026        | 8,05         | 4 248       | 6,16        | 1      |
|                | Divers gauche                      | 4 013        | 5,36         | 2 875       | 4,17        | 1      |
|                | Extrême gauche                     | 2 995        | 4,00         |             |             |        |
|                | Les Verts                          | 2 002        | 2,67         |             |             |        |
|                | Parti radical de gauche            | 1 041        | 1,39         | 2 425       | 3,52        | 0      |
| Gauche         | Gauche                             | 38 802       | 51,82        | 39 366      | 57,10       | 10     |
|                |                                    |              |              |             |             |        |
|                | Union pour un mouvement populaire  | 23 239       | 31,03        | 27 607      | 40,04       | 3      |
|                | Front national                     | 7 278        | 9,72         |             |             |        |
|                | Divers droite                      | 3 227        | 4,31         |             |             |        |
|                | Union pour la démocratie française | 2 281        | 3,05         | 1 975       | 2,86        | 1      |
| Droite         | Droite                             | 36 025       | 48,11        | 29 582      | 42,90       | 7      |
|                |                                    |              |              |             |             |        |
|                | Régionalistes                      | 59           | 0,08         |             |             |        |
|                |                                    |              |              |             |             |        |
| Inscrits       | Inscrits                           | 119 286      | 100,00       | 105 658     | 100,00      |        |
| Abstention     | Abstention                         | 40 807       | 34,21        | 32 886      | 31,12       |        |
| Votants        | Votants                            | 78 479       | 65,79        | 72 772      | 68,88       |        |
| Blancs et nuls | Blancs et nuls                     | 3 593        | 4,58         | 3 824       | 5,25        |        |
| Exprimés       | Exprimés                           | 74 886       | 95,42        | 68 948      | 94,75       |        |

### Résultats en nombre de sièges
| Parti | Sièges mis en jeu | Élus | Évolution |
| ----- | ----------------- | ---- | --------- |
| PS    | 7                 | 11   | +4        |
| UDF   | 1                 | 1    | =         |
| UMP   | 7                 | 3    | -4        |
| DVD   | 1                 | 1    | =         |
| DVG   | 1                 | 1    | =         |
| PCF   | 0                 | 1    | +1        |
| DL    | 1                 | 0    | -1        |

### Assemblée départementale à l'issue des élections
| Parti                             | Sigle | Sigle | Élus |
| --------------------------------- | ----- | ----- | ---- |
| Majorité (21 sièges)              |       |       |      |
| Parti socialiste                  |       | PS    | 14   |
| Divers gauche                     |       | DVG   | 4    |
| Parti communiste français         |       | PCF   | 2    |
| Europe Écologie Les Verts         |       | EELV  | 1    |
| Opposition (14 sièges)            |       |       |      |
| Union pour un mouvement populaire |       | UMP   | 10   |
| Divers droite                     |       | DVD   | 4    |
| Président du conseil général      |       |       |      |
| Michel Boutant (PS)               |       |       |      |

## Résultats par canton

### Canton d'Aigre
| Candidats      | Candidats          | Étiquette      | Premier tour | Premier tour |
| Candidats      | Candidats          | Étiquette      | Voix         | %            |
| -------------- | ------------------ | -------------- | ------------ | ------------ |
|                | Franck Bonnet*     | PS             | 1 786        | 61,54        |
|                | Jean-Marie Nocquet | UMP            | 660          | 22,74        |
|                | Yves Guieau        | FN             | 231          | 7,96         |
|                | Christian Roussel  | Verts          | 171          | 5,89         |
|                | Dominique Augier   | EXG            | 54           | 1,86         |
|                |                    |                |              |              |
| Inscrits       | Inscrits           | Inscrits       | 4 053        | 100,00       |
| Abstention     | Abstention         | Abstention     | 985          | 24,30        |
| Votants        | Votants            | Votants        | 3 068        | 75,70        |
| Blancs et nuls | Blancs et nuls     | Blancs et nuls | 166          | 5,41         |
| Exprimés       | Exprimés           | Exprimés       | 2 902        | 94,59        |

*sortant

### Canton d'Angoulême-Est
| Candidats      | Candidats          | Étiquette      | Premier tour | Premier tour | Second tour | Second tour |
| Candidats      | Candidats          | Étiquette      | Voix         | %            | Voix        | %           |
| -------------- | ------------------ | -------------- | ------------ | ------------ | ----------- | ----------- |
|                | Jeanine Guinandie* | PS             | 1 852        | 40,16        | 2 868       | 60,63       |
|                | Bernard Alliat     | UMP            | 1 247        | 27,04        | 1 862       | 39,37       |
|                | Patrick Brusseaux  | FN             | 459          | 9,95         |             |             |
|                | Frédéric Magnant   | DVD            | 356          | 7,72         |             |             |
|                | Jean-François Mas  | Verts          | 337          | 7,31         |             |             |
|                | Maryse Dumeix      | PCF            | 179          | 3,88         |             |             |
|                | Muriel Verniest    | EXG            | 131          | 2,84         |             |             |
|                | Paul Genestie      | EXG            | 50           | 1,08         |             |             |
|                |                    |                |              |              |             |             |
| Inscrits       | Inscrits           | Inscrits       | 7 721        | 100,00       | 7 724       | 100,00      |
| Abstention     | Abstention         | Abstention     | 2 927        | 37,91        | 2 736       | 35,42       |
| Votants        | Votants            | Votants        | 4 794        | 62,09        | 4 988       | 64,58       |
| Blancs et nuls | Blancs et nuls     | Blancs et nuls | 183          | 3,82         | 258         | 5,17        |
| Exprimés       | Exprimés           | Exprimés       | 4 611        | 96,18        | 4 730       | 94,83       |

*sortant

### Canton d'Angoulême-Nord
| Candidats      | Candidats            | Étiquette      | Premier tour | Premier tour | Second tour | Second tour |
| Candidats      | Candidats            | Étiquette      | Voix         | %            | Voix        | %           |
| -------------- | -------------------- | -------------- | ------------ | ------------ | ----------- | ----------- |
|                | Frédéric Sardin      | PS             | 1 593        | 33,35        | 2 841       | 57,53       |
|                | Jean-Claude Mogis    | UMP            | 1 566        | 32,78        | 2 097       | 42,47       |
|                | Dominique Deprecq    | FN             | 463          | 9,69         |             |             |
|                | Michel Villessot     | Verts          | 344          | 7,20         |             |             |
|                | Olivier Boissonnot   | DVG            | 262          | 5,48         |             |             |
|                | Alain Simard         | PCF            | 197          | 4,12         |             |             |
|                | Jean-Pierre Courtois | EXG            | 158          | 3,31         |             |             |
|                | Pierre Leveque       | DVG            | 120          | 2,51         |             |             |
|                | Alain Chailloux      | DVD            | 74           | 1,55         |             |             |
|                |                      |                |              |              |             |             |
| Inscrits       | Inscrits             | Inscrits       | 8 255        | 100,00       | 8 255       | 100,00      |
| Abstention     | Abstention           | Abstention     | 3 317        | 40,18        | 3 072       | 37,21       |
| Votants        | Votants              | Votants        | 4 938        | 59,82        | 5 183       | 62,79       |
| Blancs et nuls | Blancs et nuls       | Blancs et nuls | 161          | 3,26         | 245         | 4,73        |
| Exprimés       | Exprimés             | Exprimés       | 4 777        | 96,74        | 4 938       | 95,27       |

### Canton d'Angoulême-Ouest
| Candidats      | Candidats        | Étiquette      | Premier tour | Premier tour | Second tour | Second tour |
| Candidats      | Candidats        | Étiquette      | Voix         | %            | Voix        | %           |
| -------------- | ---------------- | -------------- | ------------ | ------------ | ----------- | ----------- |
|                | Philippe Lavaud* | PS             | 2 300        | 44,24        | 3 241       | 59,64       |
|                | Martine Faury    | UMP            | 1 544        | 29,70        | 2 193       | 40,36       |
|                | Alain Leroy      | FN             | 543          | 10,44        |             |             |
|                | Jacques Belanger | DVD            | 451          | 8,67         |             |             |
|                | Michel Deboeuf   | EXG            | 189          | 3,64         |             |             |
|                | Alain Gaignerot  | PCF            | 172          | 3,31         |             |             |
|                |                  |                |              |              |             |             |
| Inscrits       | Inscrits         | Inscrits       | 9 028        | 100,00       | 9 073       | 100,00      |
| Abstention     | Abstention       | Abstention     | 3 639        | 40,31        | 3 385       | 37,31       |
| Votants        | Votants          | Votants        | 5 389        | 59,69        | 5 688       | 62,69       |
| Blancs et nuls | Blancs et nuls   | Blancs et nuls | 190          | 3,53         | 254         | 4,47        |
| Exprimés       | Exprimés         | Exprimés       | 5 199        | 96,47        | 5 434       | 95,53       |

*sortant

### Canton d'Aubeterre-sur-Dronne
| Candidats      | Candidats          | Étiquette      | Premier tour | Premier tour |
| Candidats      | Candidats          | Étiquette      | Voix         | %            |
| -------------- | ------------------ | -------------- | ------------ | ------------ |
|                | Alain Rivière      | PS             | 943          | 53,31        |
|                | Marcel Benoît*     | UMP            | 607          | 34,31        |
|                | Roland Moreau      | FN             | 95           | 5,37         |
|                | Yves Cramailh      | DVD            | 69           | 3,90         |
|                | Philippe Chapelier | EXG            | 55           | 3,11         |
|                |                    |                |              |              |
| Inscrits       | Inscrits           | Inscrits       | 2 497        | 100,00       |
| Abstention     | Abstention         | Abstention     | 653          | 26,15        |
| Votants        | Votants            | Votants        | 1 844        | 73,85        |
| Blancs et nuls | Blancs et nuls     | Blancs et nuls | 75           | 4,07         |
| Exprimés       | Exprimés           | Exprimés       | 1 769        | 95,93        |

*sortant

### Canton de Baignes-Sainte-Radegonde
| Candidats      | Candidats         | Étiquette      | Premier tour | Premier tour |
| Candidats      | Candidats         | Étiquette      | Voix         | %            |
| -------------- | ----------------- | -------------- | ------------ | ------------ |
|                | Pierre Jaulin*    | DVD            | 1 330        | 64,44        |
|                | Norbert Bouyer    | PCF            | 445          | 21,56        |
|                | Jeanine Dupuis    | FN             | 184          | 8,91         |
|                | Christelle Roques | EXG            | 105          | 5,09         |
|                |                   |                |              |              |
| Inscrits       | Inscrits          | Inscrits       | 3 199        | 100,00       |
| Abstention     | Abstention        | Abstention     | 1 012        | 31,63        |
| Votants        | Votants           | Votants        | 2 187        | 68,37        |
| Blancs et nuls | Blancs et nuls    | Blancs et nuls | 123          | 5,62         |
| Exprimés       | Exprimés          | Exprimés       | 2 064        | 94,38        |

*sortant

### Canton de Cognac-Nord
| Candidats      | Candidats           | Étiquette      | Premier tour | Premier tour | Second tour | Second tour |
| Candidats      | Candidats           | Étiquette      | Voix         | %            | Voix        | %           |
| -------------- | ------------------- | -------------- | ------------ | ------------ | ----------- | ----------- |
|                | Jérôme Mouhot*      | UMP            | 2 383        | 35,78        | 3 137       | 43,08       |
|                | Robert Richard      | PS             | 2 382        | 35,77        | 4 144       | 56,92       |
|                | Jean-Xavier Dupuis  | FN             | 717          | 10,77        |             |             |
|                | Françoise Garandeau | Verts          | 585          | 8,78         |             |             |
|                | Chantal Darjau      | PCF            | 304          | 4,56         |             |             |
|                | Danielle Dessouchet | EXG            | 289          | 4,34         |             |             |
|                |                     |                |              |              |             |             |
| Inscrits       | Inscrits            | Inscrits       | 11 220       | 100,00       | 11 220      | 100,00      |
| Abstention     | Abstention          | Abstention     | 4 262        | 37,99        | 3 587       | 31,97       |
| Votants        | Votants             | Votants        | 6 958        | 62,01        | 7 633       | 68,03       |
| Blancs et nuls | Blancs et nuls      | Blancs et nuls | 298          | 4,28         | 352         | 4,61        |
| Exprimés       | Exprimés            | Exprimés       | 6 660        | 95,72        | 7 281       | 95,39       |

*sortant

### Canton de Confolens-Nord
| Candidats      | Candidats           | Étiquette      | Premier tour | Premier tour | Second tour | Second tour |
| Candidats      | Candidats           | Étiquette      | Voix         | %            | Voix        | %           |
| -------------- | ------------------- | -------------- | ------------ | ------------ | ----------- | ----------- |
|                | Jean-Louis Dutriat* | UMP            | 1 182        | 46,48        | 1 427       | 52,91       |
|                | Gilbert Germaneau   | PS             | 733          | 28,82        | 1 270       | 47,09       |
|                | Serge Boudesseul    | DVG            | 280          | 11,01        |             |             |
|                | René Thromas        | FN             | 164          | 6,45         |             |             |
|                | Patrick Nadaud      | EXG            | 64           | 2,52         |             |             |
|                | Alain Savi          | Verts          | 61           | 2,40         |             |             |
|                | Jean Urroz          | POC            | 59           | 2,32         |             |             |
|                |                     |                |              |              |             |             |
| Inscrits       | Inscrits            | Inscrits       | 3 661        | 100,00       | 3 662       | 100,00      |
| Abstention     | Abstention          | Abstention     | 984          | 26,88        | 811         | 22,15       |
| Votants        | Votants             | Votants        | 2 677        | 73,12        | 2 851       | 77,85       |
| Blancs et nuls | Blancs et nuls      | Blancs et nuls | 134          | 5,01         | 154         | 5,40        |
| Exprimés       | Exprimés            | Exprimés       | 2 543        | 94,99        | 2 697       | 94,60       |

*sortant

### Canton de Confolens-Sud
| Candidats      | Candidats            | Étiquette      | Premier tour | Premier tour | Second tour | Second tour |
| Candidats      | Candidats            | Étiquette      | Voix         | %            | Voix        | %           |
| -------------- | -------------------- | -------------- | ------------ | ------------ | ----------- | ----------- |
|                | Jean-Louis Festal*   | UDF            | 1 637        | 48,16        | 1 975       | 54,24       |
|                | Martial Daganaud     | PCF            | 1 271        | 37,39        | 1 666       | 45,76       |
|                | Érick Malichier      | FN             | 330          | 9,71         |             |             |
|                | Christophe Bruneteau | EXG            | 161          | 4,74         |             |             |
|                |                      |                |              |              |             |             |
| Inscrits       | Inscrits             | Inscrits       | 5 129        | 100,00       | 5 130       | 100,00      |
| Abstention     | Abstention           | Abstention     | 1 546        | 30,14        | 1 254       | 24,44       |
| Votants        | Votants              | Votants        | 3 583        | 69,86        | 3 876       | 75,56       |
| Blancs et nuls | Blancs et nuls       | Blancs et nuls | 184          | 5,14         | 235         | 6,06        |
| Exprimés       | Exprimés             | Exprimés       | 3 399        | 94,86        | 3 641       | 93,94       |

*sortant

### Canton de Hiersac
| Candidats      | Candidats            | Étiquette      | Premier tour | Premier tour | Second tour | Second tour |
| Candidats      | Candidats            | Étiquette      | Voix         | %            | Voix        | %           |
| -------------- | -------------------- | -------------- | ------------ | ------------ | ----------- | ----------- |
|                | Didier Louis*        | PS             | 2 670        | 48,26        | 3 651       | 63,23       |
|                | James Sallet         | UMP            | 1 395        | 25,21        | 2 123       | 36,77       |
|                | Jean-Baptiste Millon | FN             | 645          | 11,66        |             |             |
|                | Patrick Berjon       | DVD            | 561          | 10,14        |             |             |
|                | Thierry Marquet      | EXG            | 262          | 4,74         |             |             |
|                |                      |                |              |              |             |             |
| Inscrits       | Inscrits             | Inscrits       | 8 938        | 100,00       | 8 938       | 100,00      |
| Abstention     | Abstention           | Abstention     | 3 128        | 35,00        | 2 851       | 31,90       |
| Votants        | Votants              | Votants        | 5 810        | 65,00        | 6 087       | 68,10       |
| Blancs et nuls | Blancs et nuls       | Blancs et nuls | 277          | 4,77         | 313         | 5,14        |
| Exprimés       | Exprimés             | Exprimés       | 5 533        | 95,23        | 5 774       | 94,86       |

*sortant

### Canton de Jarnac
| Candidats      | Candidats            | Étiquette      | Premier tour | Premier tour | Second tour | Second tour |
| Candidats      | Candidats            | Étiquette      | Voix         | %            | Voix        | %           |
| -------------- | -------------------- | -------------- | ------------ | ------------ | ----------- | ----------- |
|                | Jean-Pierre Denieul* | PS             | 2 725        | 49,25        | 3 660       | 62,19       |
|                | Yves Morinet         | UMP            | 1 726        | 31,19        | 2 225       | 37,81       |
|                | Patrick Fito         | FN             | 592          | 10,70        |             |             |
|                | Fabrice Ballanger    | EXG            | 179          | 3,24         |             |             |
|                | Jean-Marie Masson    | PCF            | 176          | 3,18         |             |             |
|                | Patrick Loiseau      | EXG            | 135          | 2,44         |             |             |
|                |                      |                |              |              |             |             |
| Inscrits       | Inscrits             | Inscrits       | 9 262        | 100,00       | 9 262       | 100,00      |
| Abstention     | Abstention           | Abstention     | 3 441        | 37,15        | 3 092       | 33,38       |
| Votants        | Votants              | Votants        | 5 821        | 62,85        | 6 170       | 66,62       |
| Blancs et nuls | Blancs et nuls       | Blancs et nuls | 288          | 4,95         | 285         | 4,62        |
| Exprimés       | Exprimés             | Exprimés       | 5 533        | 95,05        | 5 885       | 95,38       |

*sortant

### Canton de Montbron
| Candidats      | Candidats          | Étiquette      | Premier tour | Premier tour | Second tour | Second tour |
| Candidats      | Candidats          | Étiquette      | Voix         | %            | Voix        | %           |
| -------------- | ------------------ | -------------- | ------------ | ------------ | ----------- | ----------- |
|                | Michel Boutant*    | PS             | 1 898        | 48,88        | 2 461       | 62,43       |
|                | Patrick Denaud     | UMP            | 1 154        | 29,72        | 1 481       | 37,57       |
|                | Jean-François Siri | FN             | 410          | 10,56        |             |             |
|                | Marie Vanderf      | PCF            | 323          | 8,32         |             |             |
|                | Dominique Vastel   | EXG            | 98           | 2,52         |             |             |
|                |                    |                |              |              |             |             |
| Inscrits       | Inscrits           | Inscrits       | 5 682        | 100,00       | 5 682       | 100,00      |
| Abstention     | Abstention         | Abstention     | 1 569        | 27,61        | 1 482       | 26,08       |
| Votants        | Votants            | Votants        | 4 113        | 72,39        | 4 200       | 73,92       |
| Blancs et nuls | Blancs et nuls     | Blancs et nuls | 230          | 5,59         | 258         | 6,14        |
| Exprimés       | Exprimés           | Exprimés       | 3 883        | 94,41        | 3 942       | 93,86       |

*sortant

### Canton de Montmoreau-Saint-Cybard
| Candidats      | Candidats              | Étiquette      | Premier tour | Premier tour |
| Candidats      | Candidats              | Étiquette      | Voix         | %            |
| -------------- | ---------------------- | -------------- | ------------ | ------------ |
|                | Jean-Michel Bolvin*    | UMP            | 1 570        | 61,74        |
|                | Paul Marsaudon         | DVG            | 417          | 16,40        |
|                | Jean-Yves Le Turdu     | Verts          | 234          | 9,20         |
|                | Jean-Michel Vinsonnaud | DVG            | 221          | 8,69         |
|                | Paul Montastruc        | EXG            | 101          | 3,97         |
|                |                        |                |              |              |
| Inscrits       | Inscrits               | Inscrits       | 3 927        | 100,00       |
| Abstention     | Abstention             | Abstention     | 1 266        | 32,24        |
| Votants        | Votants                | Votants        | 2 661        | 67,76        |
| Blancs et nuls | Blancs et nuls         | Blancs et nuls | 118          | 4,43         |
| Exprimés       | Exprimés               | Exprimés       | 2 543        | 95,57        |

*sortant

### Canton de Ruffec
| Candidats      | Candidats            | Étiquette      | Premier tour | Premier tour | Second tour | Second tour |
| Candidats      | Candidats            | Étiquette      | Voix         | %            | Voix        | %           |
| -------------- | -------------------- | -------------- | ------------ | ------------ | ----------- | ----------- |
|                | Bernard Charbonneau* | DVG            | 2 130        | 47,84        | 2 875       | 63,10       |
|                | Laurent Périllaud    | UMP            | 1 050        | 23,58        | 1 681       | 36,90       |
|                | Christian Mauvillain | PCF            | 454          | 10,20        |             |             |
|                | Renée Coutant        | DVD            | 386          | 8,67         |             |             |
|                | Gérald Grammatico    | FN             | 285          | 6,40         |             |             |
|                | Sylvie De Sauza      | EXG            | 147          | 3,30         |             |             |
|                |                      |                |              |              |             |             |
| Inscrits       | Inscrits             | Inscrits       | 6 683        | 100,00       | 6 685       | 100,00      |
| Abstention     | Abstention           | Abstention     | 1 994        | 29,84        | 1 771       | 26,49       |
| Votants        | Votants              | Votants        | 4 689        | 70,16        | 4 914       | 73,51       |
| Blancs et nuls | Blancs et nuls       | Blancs et nuls | 237          | 5,05         | 358         | 7,29        |
| Exprimés       | Exprimés             | Exprimés       | 4 452        | 94,95        | 4 556       | 92,71       |

*sortant

### Canton de Saint-Amant-de-Boixe
| Candidats      | Candidats               | Étiquette      | Premier tour | Premier tour | Second tour | Second tour |
| Candidats      | Candidats               | Étiquette      | Voix         | %            | Voix        | %           |
| -------------- | ----------------------- | -------------- | ------------ | ------------ | ----------- | ----------- |
|                | Jacky Bertrand*         | UMP            | 1 483        | 35,45        | 1 912       | 42,55       |
|                | Patrick Berthault       | PCF            | 1 456        | 34,81        | 2 582       | 57,45       |
|                | Daniel Texier           | DVG            | 583          | 13,94        |             |             |
|                | Marie-Christine Cardoso | FN             | 532          | 12,72        |             |             |
|                | Jean-Claude Doucet      | EXG            | 129          | 3,08         |             |             |
|                |                         |                |              |              |             |             |
| Inscrits       | Inscrits                | Inscrits       | 6 513        | 100,00       | 6 515       | 100,00      |
| Abstention     | Abstention              | Abstention     | 2 135        | 32,78        | 1 773       | 27,21       |
| Votants        | Votants                 | Votants        | 4 378        | 67,22        | 4 742       | 72,79       |
| Blancs et nuls | Blancs et nuls          | Blancs et nuls | 195          | 4,45         | 248         | 5,23        |
| Exprimés       | Exprimés                | Exprimés       | 4 183        | 95,55        | 4 494       | 94,77       |

*sortant

### Canton de Saint-Claud
| Candidats      | Candidats             | Étiquette      | Premier tour | Premier tour | Second tour | Second tour |
| Candidats      | Candidats             | Étiquette      | Voix         | %            | Voix        | %           |
| -------------- | --------------------- | -------------- | ------------ | ------------ | ----------- | ----------- |
|                | Claude Burlier*       | PS             | 2 459        | 45,23        | 3 582       | 62,94       |
|                | Jacques Marsac        | UMP            | 1 738        | 31,97        | 2 109       | 37,06       |
|                | Jean-Philippe Plisson | FN             | 497          | 9,14         |             |             |
|                | Robert Lafleuriel     | PCF            | 273          | 5,02         |             |             |
|                | Laurent Freboeuf      | Verts          | 270          | 4,97         |             |             |
|                | Anne Mainguy          | EXG            | 200          | 3,68         |             |             |
|                |                       |                |              |              |             |             |
| Inscrits       | Inscrits              | Inscrits       | 8 369        | 100,00       | 8 363       | 100,00      |
| Abstention     | Abstention            | Abstention     | 2 659        | 31,77        | 2 360       | 28,22       |
| Votants        | Votants               | Votants        | 5 710        | 68,23        | 6 003       | 71,78       |
| Blancs et nuls | Blancs et nuls        | Blancs et nuls | 273          | 4,78         | 312         | 5,20        |
| Exprimés       | Exprimés              | Exprimés       | 5 437        | 95,22        | 5 691       | 94,80       |

*sortant

### Canton de Segonzac
| Candidats      | Candidats           | Étiquette      | Premier tour | Premier tour | Second tour | Second tour |
| Candidats      | Candidats           | Étiquette      | Voix         | %            | Voix        | %           |
| -------------- | ------------------- | -------------- | ------------ | ------------ | ----------- | ----------- |
|                | Philippe Bonnaud*   | UMP            | 2 656        | 49,32        | 3 268       | 57,40       |
|                | Nathalie Lacroix    | PRG            | 1 041        | 19,33        | 2 425       | 42,60       |
|                | Geneviève Deprecq   | FN             | 722          | 13,41        |             |             |
|                | Denis Beaufort      | PCF            | 582          | 10,81        |             |             |
|                | Jean-François Bagur | EXG            | 384          | 7,13         |             |             |
|                |                     |                |              |              |             |             |
| Inscrits       | Inscrits            | Inscrits       | 9 134        | 100,00       | 9 134       | 100,00      |
| Abstention     | Abstention          | Abstention     | 3 425        | 37,50        | 3 094       | 33,87       |
| Votants        | Votants             | Votants        | 5 709        | 62,50        | 6 040       | 66,13       |
| Blancs et nuls | Blancs et nuls      | Blancs et nuls | 324          | 5,68         | 347         | 5,75        |
| Exprimés       | Exprimés            | Exprimés       | 5 385        | 94,32        | 5 693       | 94,25       |

*sortant

### Canton de Villebois-Lavalette
| Candidats      | Candidats             | Étiquette      | Premier tour | Premier tour | Second tour | Second tour |
| Candidats      | Candidats             | Étiquette      | Voix         | %            | Voix        | %           |
| -------------- | --------------------- | -------------- | ------------ | ------------ | ----------- | ----------- |
|                | Claude Rambaud        | PS             | 1 384        | 34,49        | 2 100       | 50,10       |
|                | Didier Jobit          | UMP            | 1 278        | 31,85        | 2 092       | 49,90       |
|                | Guy Vautour           | UDF            | 644          | 16,05        | Retrait     | Retrait     |
|                | Pierre-Hervé Castay   | FN             | 409          | 10,19        |             |             |
|                | Gérald Gervais        | PCF            | 194          | 4,83         |             |             |
|                | Marie-Thérèse Mestier | EXG            | 104          | 2,59         |             |             |
|                |                       |                |              |              |             |             |
| Inscrits       | Inscrits              | Inscrits       | 6 015        | 100,00       | 6 015       | 100,00      |
| Abstention     | Abstention            | Abstention     | 1 865        | 31,01        | 1 618       | 26,90       |
| Votants        | Votants               | Votants        | 4 150        | 68,99        | 4 397       | 73,10       |
| Blancs et nuls | Blancs et nuls        | Blancs et nuls | 137          | 3,30         | 205         | 4,66        |
| Exprimés       | Exprimés              | Exprimés       | 4 013        | 96,70        | 4 192       | 95,34       |